# Estación Talacasto
Talacasto es una estación ferroviaria ubicada en la localidad del mismo nombre en el departamento Jáchal, Provincia de San Juan, República Argentina. Pertenece al Ferrocarril General Belgrano de la Red ferroviaria argentina.

## Historia
La estación pertenece al Ramal A7 del Ferrocarril Belgrano. Al igual que el mismo fue inaugurado en 1930. Prestaba servicios de pasajeros y de cargas, dejando de prestar los primeros en 1960 debido al mal estado de las vías provocado por el Terremoto de San Juan de 1944. El servicio de cargas dejó de ser prestado en el año 1984.

## Servicios
No presta servicios de pasajeros desde 1960, ni de cargas desde 1995.